# 関西学院大学総合政策学部

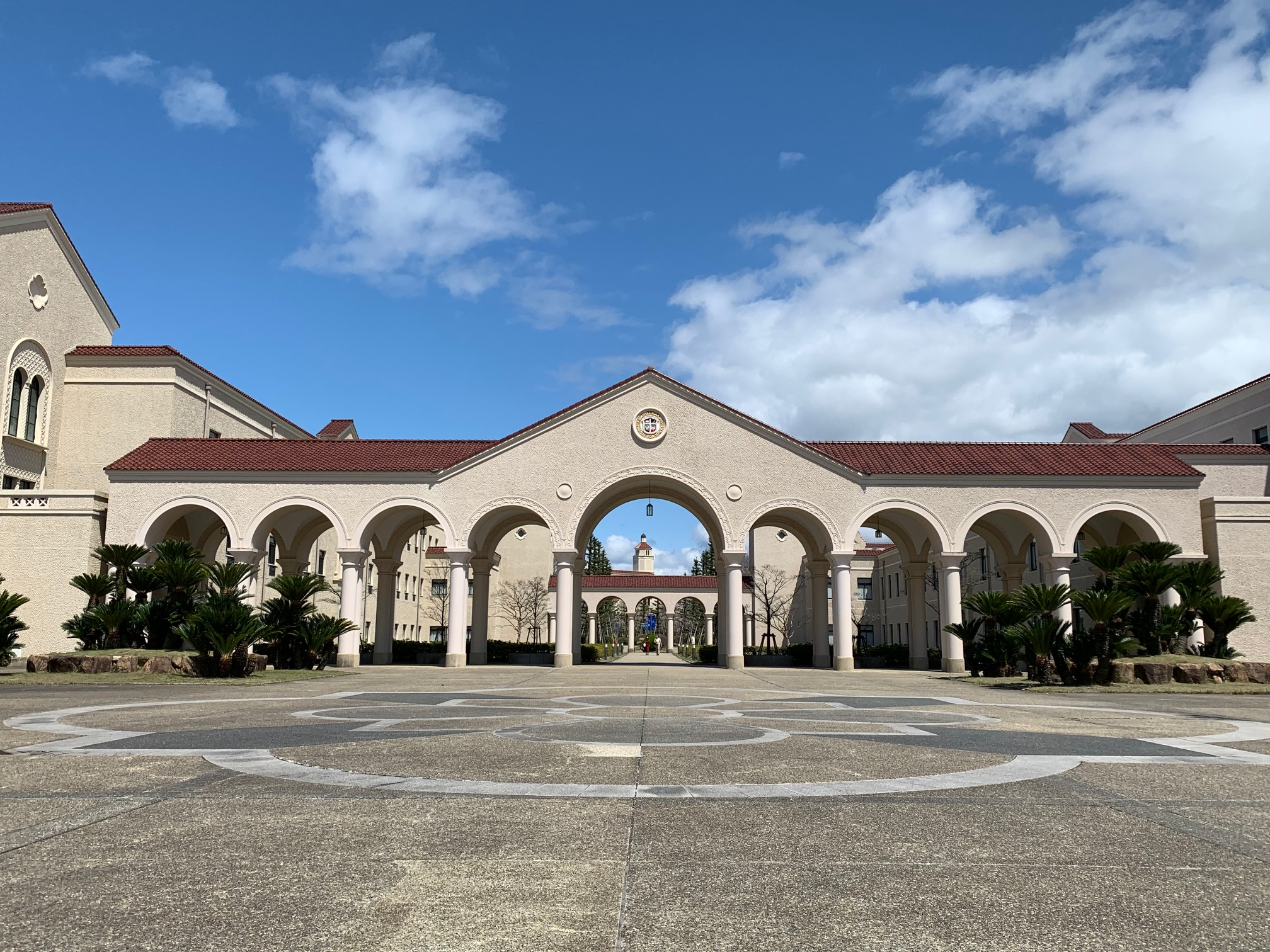
スパニッシュミッションスタイルで統一された学舎が並ぶ。山の上に立っており見晴らしが良い。

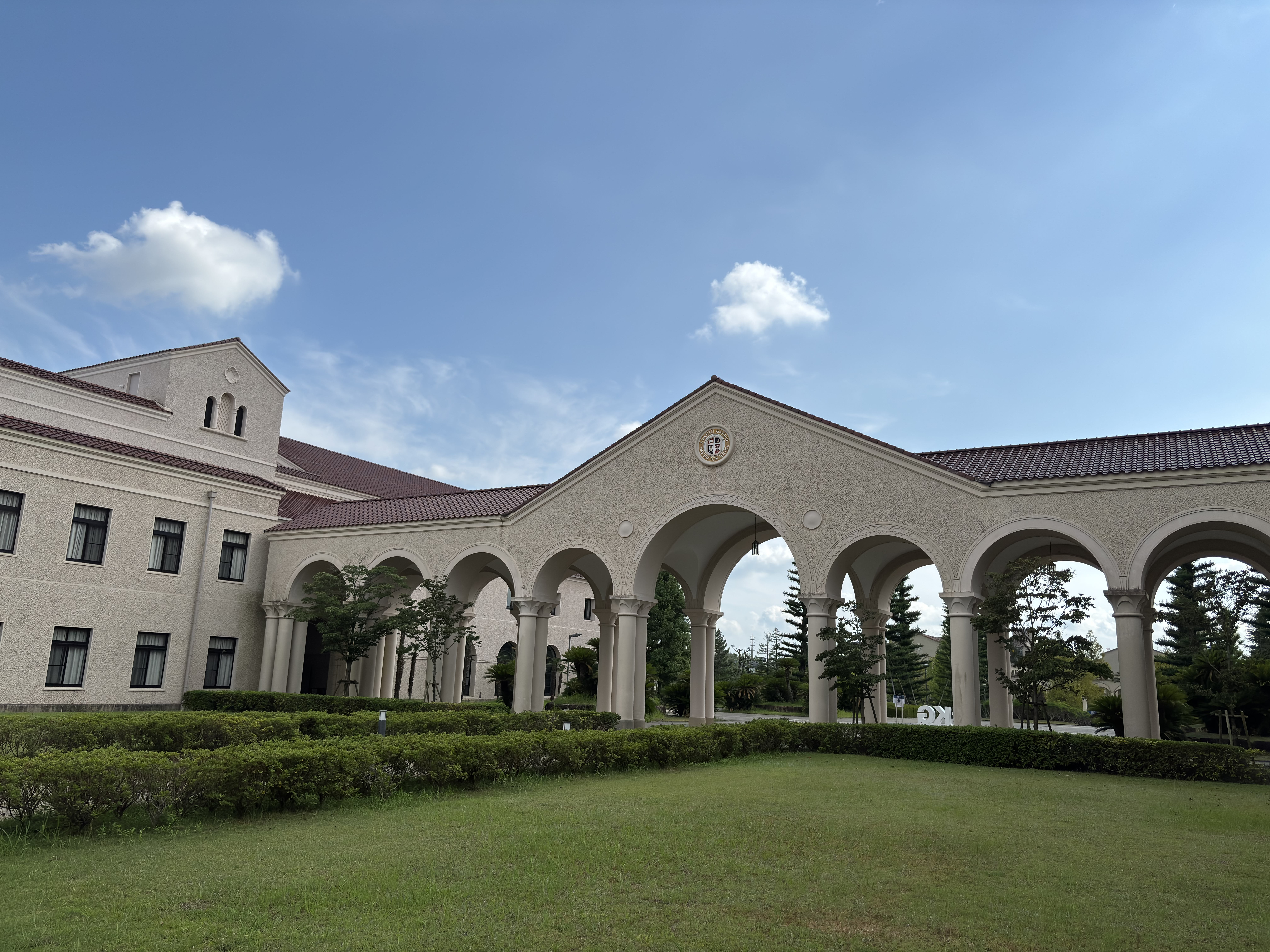
1号館と2号館の間に広がる中庭から臨むKSCの回廊。

関西学院大学総合政策学部（かんせいがくいんだいがくそうごうせいさくがくぶ、英称:School of Policy Studies）は、関西学院大学神戸三田キャンパスに設置されている総合政策学部である。

## 概要

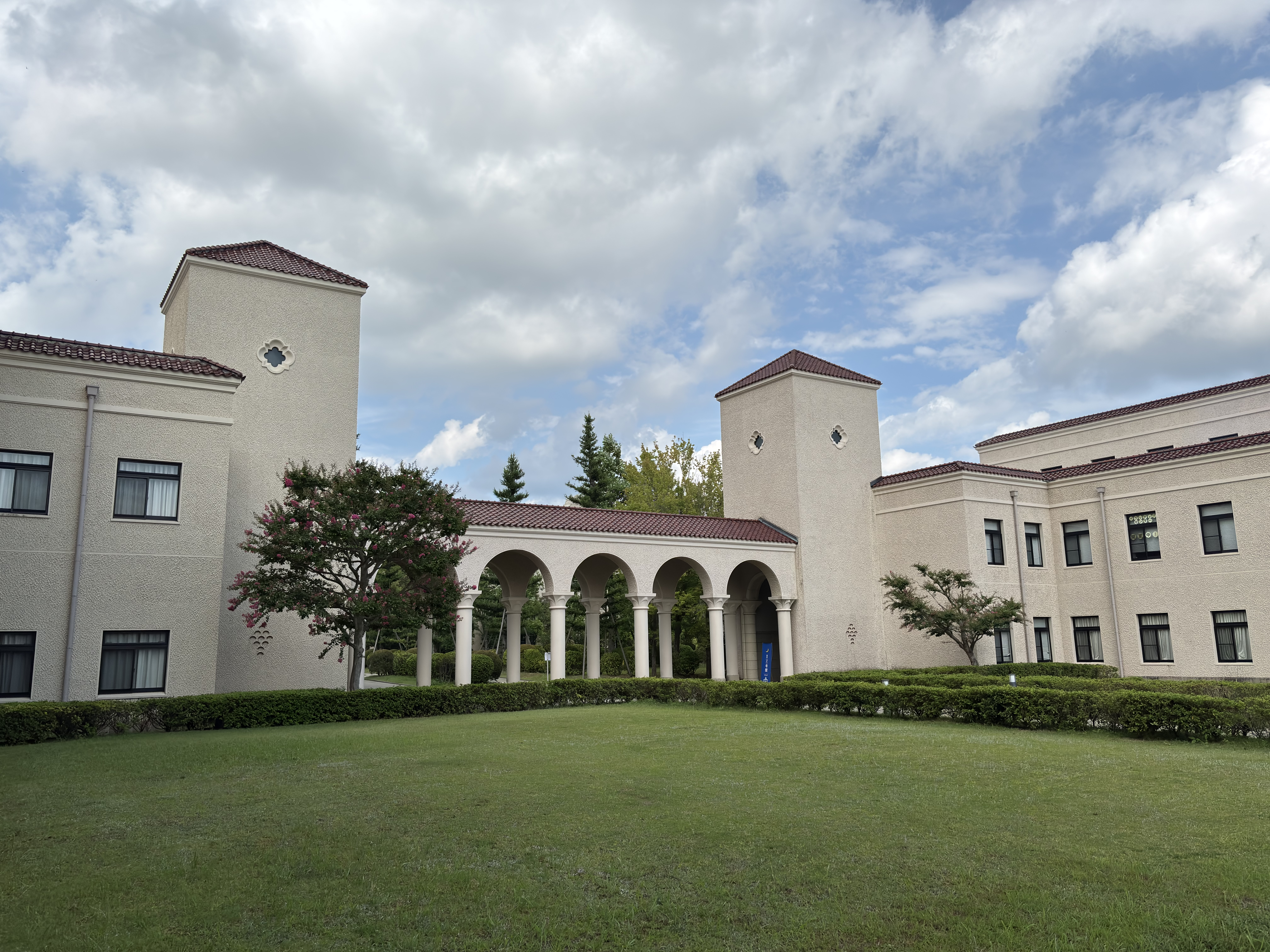
芝生が4面に渡り展開する中庭。　その周囲を、ツツジの花が囲うように配置されている。

阪神・淡路大震災の起きた1995年、三田市に新たに開設された関西学院大学神戸三田キャンパスにおいて、34年ぶりの新学部として関西学院大学総合政策学部が開設された。「自然と人間の共生、人間と人間の共生」を理念に掲げ、問題解決及び政策立案能力の養成を行っている。社会の諸問題を研究対象とし、問題の発見とメカニズムを検討・考察しそれらを解決するための政策立案を行う。例えば、自然環境や人間社会の問題を幅広く捉えることによってエコシステムを無視した発展から持続可能な発展へと社会を転換させうる方策を探求する環境政策、人々が心豊かに暮らすことができる都市空間の創造を目指すと共に、先進国・発展途上国を問わず世界的課題として注目されている「都市化」に付随した多様な社会的問題の解決を探る都市政策、異文化理解を基礎として環境・経済の統合を目指し持続可能な国際発展及び人権保障のための協力体制や方策を探る国際政策が扱われる。
関西学院大学総合政策学部は、2021年4月より大幅なリニューアルが以下の５点に添う形で行われた。
1. 多面的・学問横断的に学ぶ
2. 国際的に学ぶ
3. データを用いながら学ぶ
4. 学内・学外で学ぶ
5. 社会に発信・説明できるように学ぶ

## 沿革
- 1986年 第１期「大学将来計画委員会」答申を大学評議会に提出。この後、３期に渡る委員会活動の中で、本学に望まれる新しい学部の在り方[4]が検討される。
- 1989年 兵庫県と「北摂土地譲渡契約」を締結。
- 1990年 「新学部設立検討委員会」設置を大学評議会が承認。
- 1991年 北摂土地利用問題に関して、大学独自の「校地問題検討特別委員会」を設置することを大学評議会が承認。同年５月24日、北摂土地の名称を、関西学院神戸三田キャンパスと呼称することを理事会で決定。
- 1992年 大学評議会は神戸三田キャンパスに1995年4月に神戸三田キャンパス開校を目標とした総合政策学部設置案を承認。
- 1995年 関西学院大学神戸三田キャンパスに総合政策学部総合政策学科を開設。5月13日に総合政策学部開設記念式典を開催。
- 1999年 大学院総合政策研究科・総合政策専攻修士課程を設置。
- 2000年 ランバス記念礼拝堂献堂式。
- 2001年 大学院総合政策研究科・総合政策専攻博士課程を設置。同年10月、西宮上ヶ原キャンパスとを結ぶシャトルバスが運行開始。
- 2002年 メディア情報学科を設置。同年、神戸三田キャンパスに理学部が理工学部となり設置される。
- 2005年 三田市と連携協力に関する協定を締結。同年6月７日、神戸三田キャンパス開設10周年記念式典開催。
- 2009年 都市政策学科、国際政策学科設置。
- 2013年 OB・OGへアカデミックコモンズお披露目会を開催。
- 2020年 総合政策学部開設25周年。
- 2021年 総合政策学部を再編し、総合政策学部と建築学部に改組。また同じく神戸三田キャンパスにある理工学部も再編され、理学部、工学部、生命環境学部が開設された。

## 学科
- 2021年度より、学部収容定員は大幅に変更された。原則1学年495名[5]となっている。なお、学部一括入試が行われており、学科所属は2年次からとなる。
- 総合政策学科[6]
- メディア情報学科[7]
- 都市政策学科[8]
- 国際政策学科[9]

## 著名な出身者

### 政治
- 濱村進 - 元衆議院議員、公明党青年局次長

### 研究・教育
- 石立善 - 哲学、上海師範大学教授
- 金子絵里乃 - 日本大学文理学部教授
- 吉武優 - 英語講師

### 芸能
- 津田麻莉奈 - アイドル、元SDN48メンバー
- 田中惇之 - 俳優、モデル
- 愛甲千笑美 - モデル
- 儀間太久実 - 口笛奏者、おおさか国際口笛コンクール最優秀賞

### アナウンサー
- 安西陽太 - 元テレビ朝日アナウンサー
- 河本光正 - 毎日放送アナウンサー
- 大橋聡子 - 福島中央テレビアナウンサー

### その他
- 澁谷梨絵 - 農家、5つ星お米マイスター、シブヤ代表取締役